# Sommet de la Ligue arabe de 1946
Le sommet de la Ligue arabe de 1946 est le premier sommet de la ligue arabe. Il a lieu le 28 mai 1946 au Caire.